# Europski kršćanski politički pokret
Europski kršćanski politički pokret (engl. European Christian Political Movement, skraćeno ECPM) europska je politička stranka čiji je glavni cilj promicanje kršćanskih vrijednosti. Pokret okuplja stranke diljem Europe, većinom utemeljene na demokršćanstvu.
Članice su zastupljene u petnaest država članica EU-a, na nacionalnoj ili europskoj razini. Pokret također sadrži pridružene članice izvan EU.
Zastupnici ECPM-a u Europskom parlamentu djeluju u skupini Europskih konzervativaca i reformista, osim zastupnika Porodične stranke Njemačke, koji djeluje u skupini Europskih pučana.

## Povijest
ECPM je osnovan kao platforma u studenom 2002. godine. Godine 2003. članice su u Mađarskoj potpisale deklaraciju "Vrijednosti za Europu", gdje su usaglasile osam temeljnih principa pokreta. 2010. godine ECPM je priznat kao europska politička stranka u Europskom parlamentu. Pokret je prvi put sudjelovao na izborima za Europski parlament 2014.[nedostaje izvor]

## Temeljne vrijednosti
ECPM ističe sedam temeljnih vrijednosti:
1. ljudsko dostojanstvo,
2. ekonomija u koristi ljudi i planete,
3. zdrave obitelji,
4. sloboda, sigurnost i stabilnost,
5. borba protiv modernog ropstva,
6. reforma Europske unije,
7. odavanje počasti kršćanskim korijenima Europe.

## Članice

### Punopravne članice
| Država | Stranka                                                    | Zatupnici u Europskom parlamentu | Zatupnici u državnim parlamentima |
| ------ | ---------------------------------------------------------- | -------------------------------- | --------------------------------- |
| GER    | Porodična stranka Njemačke (FAMILIE)                       | 1/96                             | –                                 |
| GER    | Udruženje C-Kršćani za Njemačku (AUF&PBC)                  | –                                | –                                 |
| LAT    | Latvija prva (LPV)                                         | 1/9                              | 8/100                             |
| LAT    | Suverena moć (SV)                                          | –                                | –                                 |
| NED    | Reformirana politička stranka (SGP)                        | 1/31                             | 3/150                             |
| NED    | Kršćanska unija (CU)                                       | –                                | 3/150                             |
| ROM    | Rumunjska nacionalna konzervativna stranka (PNCR )         | 1/33                             | –                                 |
| ROM    | Demokratski savez Slovaka i Čeha Rumunjske (UDSCR)         | –                                | 1/329                             |
| ROM    | Kršćansko-demokratska nacionalna seljačka stranka (PNȚ-CD) | –                                | –                                 |
| AUT    | Kršćanska stranka Austrije (CPÖ)                           | –                                | –                                 |
| FRA    | VIA                                                        | –                                | –                                 |
| HUN    | Jobbik-Konzervativci                                       | –                                | 8/199                             |
| IRE    | Savez ljudskog dostojanstva (HDA)                          | –                                | 1/60 (Senat)                      |
| LIT    | Litvanska kršćansko-demokratska stranka (LKDP)             | –                                | –                                 |
| LIT    | Kršćanski savez (KS)                                       | –                                | –                                 |
| ITA    | Identitet i akcija (IDeA)                                  | –                                | –                                 |
| MAL    | ABBA                                                       | –                                | –                                 |
| POL    | Savez realne politike (UPR)                                | –                                | –                                 |
| POL    | Desno krilo republike (PR)                                 | –                                | –                                 |
| POR    | Narodna monarhistička stranka (PPM)                        | –                                | –                                 |
| SVK    | Kršćanski savez (KÚ)                                       | –                                | 2/150                             |
| ESP    | Contigo Mas                                                | –                                | –                                 |
| ESP    | Valores                                                    | –                                | –                                 |
| UKR    | Kršćansko-demokratski savez (ХДС)                          | nije članica EU                  | –                                 |
| SUI    | Evangelistička narodna stranka (EVP)                       | nije članica EU                  | 2/200                             |
| MKD    | Integra                                                    | nije članica EU                  | –                                 |
| mol    | Kršćansko-demokratska narodna stranka (PPCD)               | nije članica EU                  | –                                 |

## Vanjske poveznice
- Službena stranica  Arhivirana inačica izvorne stranice od 16. travnja 2014. (Wayback Machine)